# Wes Borland
Wesley Louden (Wes) Borland (Richmond, 7 februari 1975) is een Amerikaans muzikant en kunstenaar. Hij is vooral bekend als gitarist van Limp Bizkit en frontman van Black Light Burns.
Borland staat bekend om zijn experimentele sound en zijn ingenieuze voorkomen tijdens optredens, waarvoor hij onder meer gebruikmaakt van uniformen, maskers, schmink en bodypaint.

## Verleden
Toen hij jong was werd hij erg geboeid door gitaar spelen. Hij oefende elke dag minstens acht uur. Hij repeteerde altijd met zijn broer Scott Borland (bassist van Eat the Day). Hij werd steeds beter en beter en hij bleef oefenen. Daarna ontwikkelde hij zelf een speciale tap techniek die hij uitvoerde.
Naast zijn activiteiten bij Limp Bizkit en Black Light Burns is hij onder meer ook actief geweest als gitarist in de bands Eat the Day, Goatslayer en Big Dumb Face en speelde hij tijdelijk bas bij From First to Last.

## Kunst
Borland is naast zijn muziekcarrière ook actief als kunstenaar. Zo tekende hij albumhoezen en artwork voor meerdere van zijn bands en maakt hij schilderwerken. Voor de voormalig Nederlandse cross-over-act Curfew tekende Wes Borland in 1999 een albumhoes, welke uiteindelijk werd gebruikt als reclameaffiche. De originele tekening is opgenomen in een verzamelboxset die Curfew in 2008 heeft uitgebracht.

## Apparatuur
- Gitaren:
  - Regius PRO 6 with Schaller Floyd Rose PRO
  - Mayones Regius 6 baritone
  - Wes Borland signature
  - Ibanez RG-7421
  - Ibanez AX-7221
  - Ibanez S-7420
  - Ibanez RG-7CST
  - PRS CE-24
  - PRS CE-22
  - Cremona 4-String Custom
  - Cremona 6-String
  - Rickenbacker Custom 330
  - Fender Starcaster 1975
  - Jackson RX10D Rhoads

- Versterkers:
  - Mesa/Boogie Triple Rectifier Head
  - Mesa/Boogie 4x12" Straight Cabinet
  - Roland JC-120 Jazz Chorus 2x12 Combo

- Effecten:
  - Boss EQ-20 Graphic Equalizer
  - Boss NS-2 Noise Supressor
  - Boss RV-3 Digital Reverb / Delay
  - Boss PH-2 Super Phaser
  - Fulltone Deja Vibe 2
  - DOD Buzz Box
  - DOD FX25 Envelope Filter
  - Korg DTR-1 19" Tuner
  - MXR Phase 90
  - Rocktron Hush Super C Noise Reduction
  - Q-Tron Electro Harmonics
  - Whirlwind Selector A/B Box

Borland schakelde in 2001 over naar een zessnarige PRS-gitaar omdat hij zichzelf niet goed genoeg vond voor de zevensnarige Ibanez-gitaar.